# Santa Casa de Ejercicios

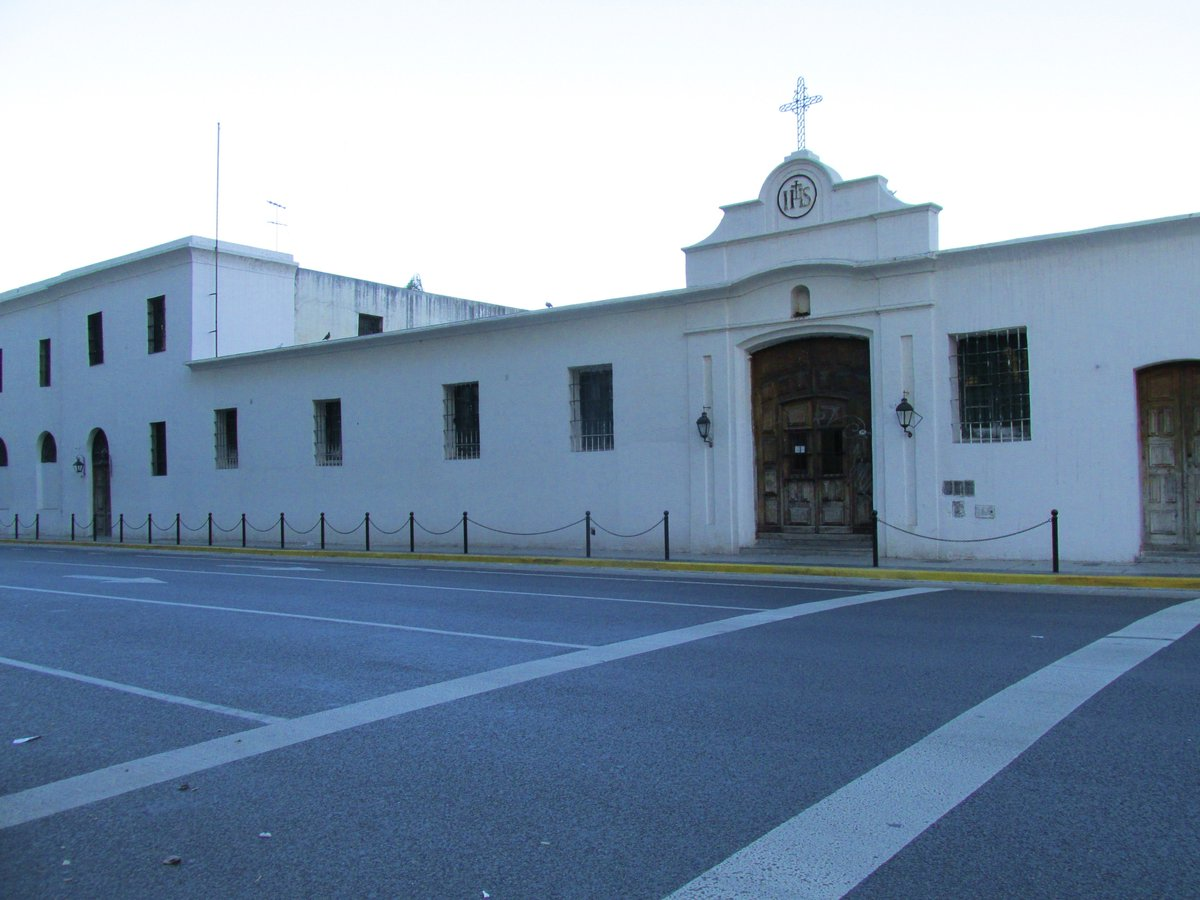
Exterior, por Avenida Independencia, de la Santa Casa de Ejercicios Espirituales.

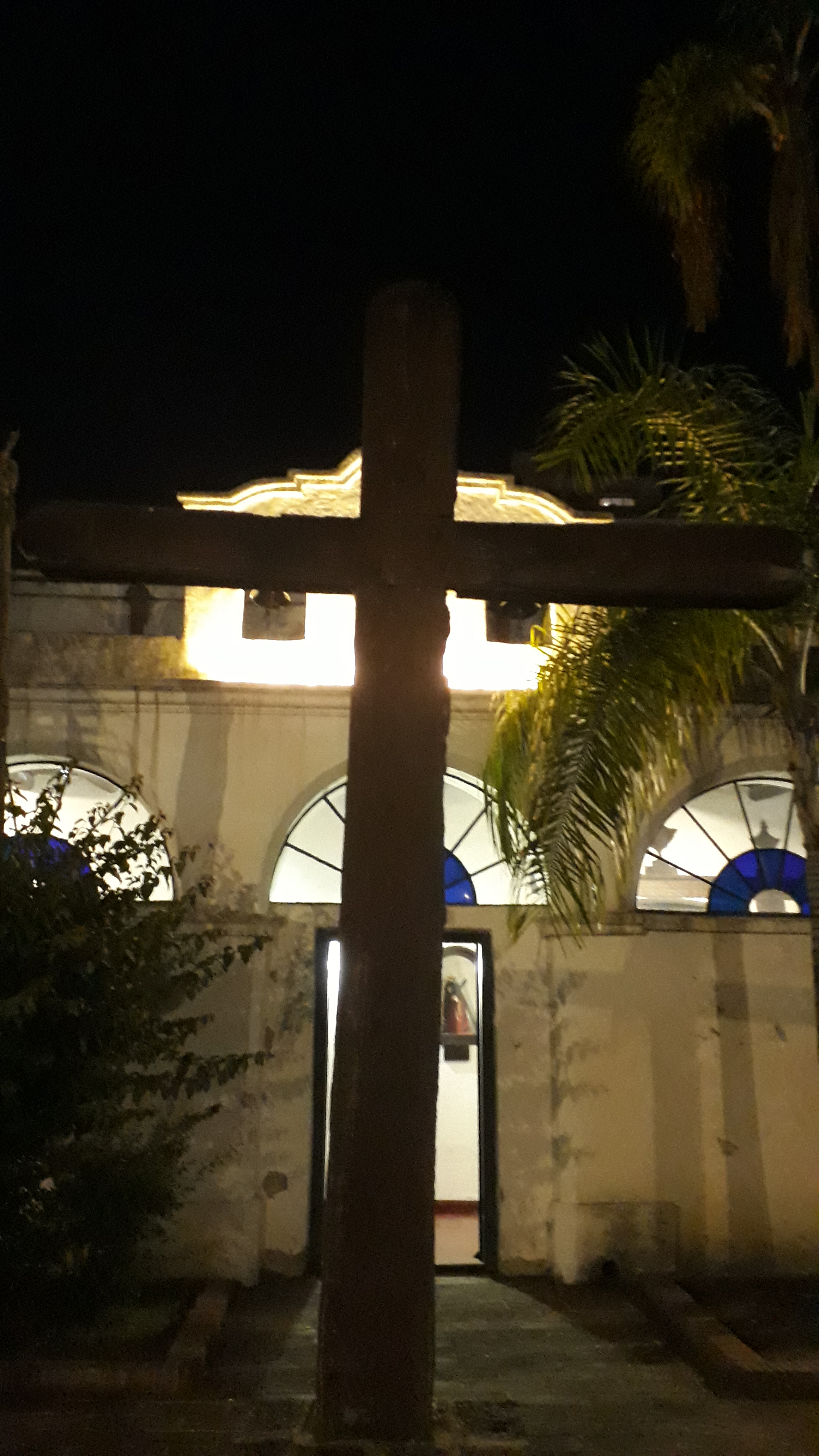
Patio Interior (vista nocturna)

La Santa Casa de Ejercicios Espirituales San Ignacio de Loyola se encuentra en la avenida Independencia al 1100, entre las calles Salta y Lima, en el barrio de Constitución de la Ciudad de Buenos Aires (Argentina). Fue construida entre 1795 y 1810 por iniciativa de la santiagueña María Antonia de Paz y Figueroa (también conocida como "Mama Antula",  canonizada por el papa Francisco en 2024), y constituye el único ejemplo de su tipología que aún subsiste en la ciudad. Este convento, conformado por claustros, patios y capillas, es obra de los alarifes Juan Campos y Antonio Masella.
La Casa fue habilitada (sin concluir) en 1799, año en que falleció la santa. Los claustros circundan diferentes tipos de patios, los cuales poseen características funcionales, simbólicas y arquitectónicas propias.
Por Ley 3472 del año 2010, fue declara por el Gobierno de la Ciudad de Buenos Aires como Área de Protección Histórica (APH), normativa que le  otorga protección edilicia con el fin de regular las posibles intervenciones en el edificio.

## Historia

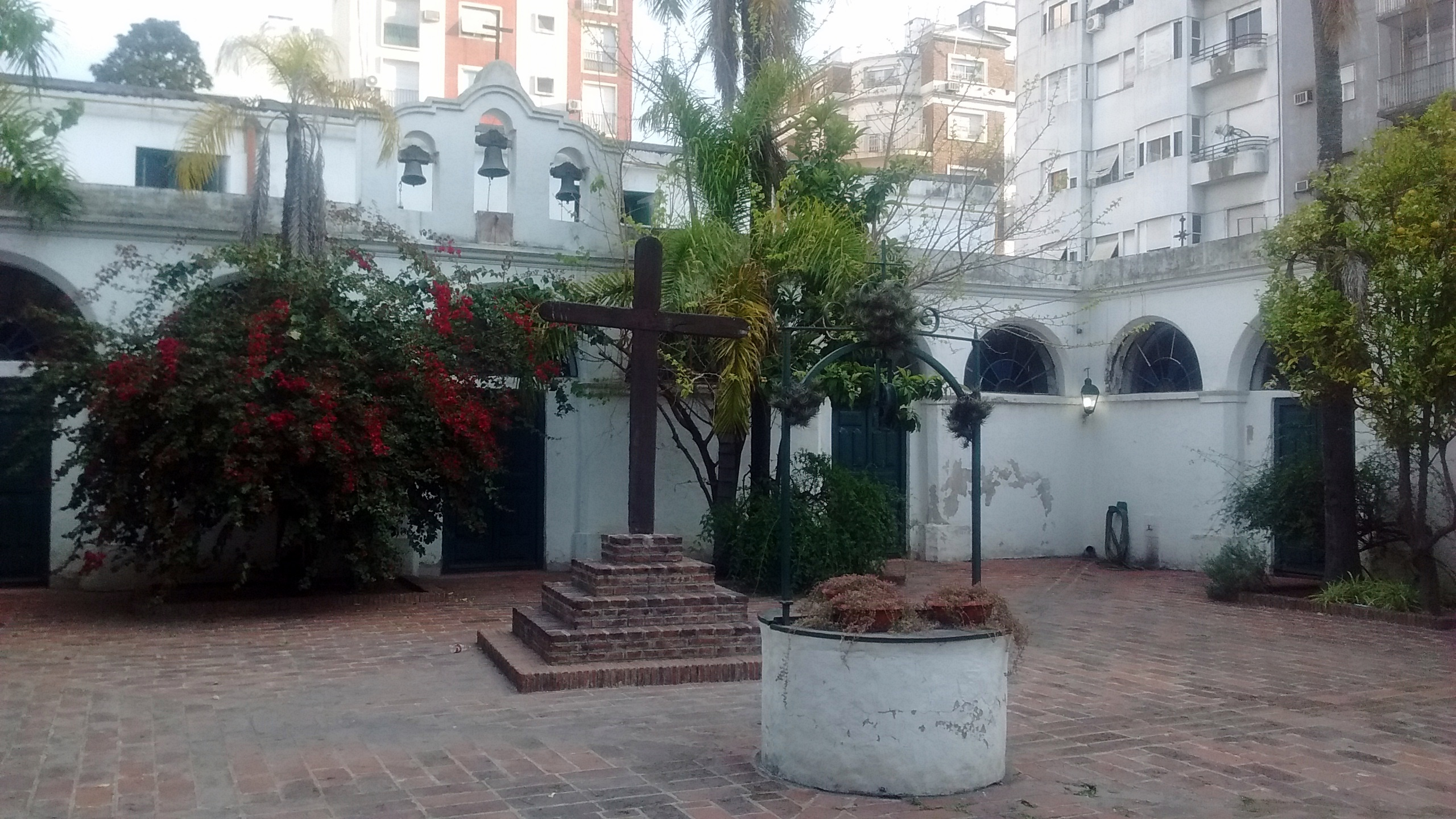
Patio interior.

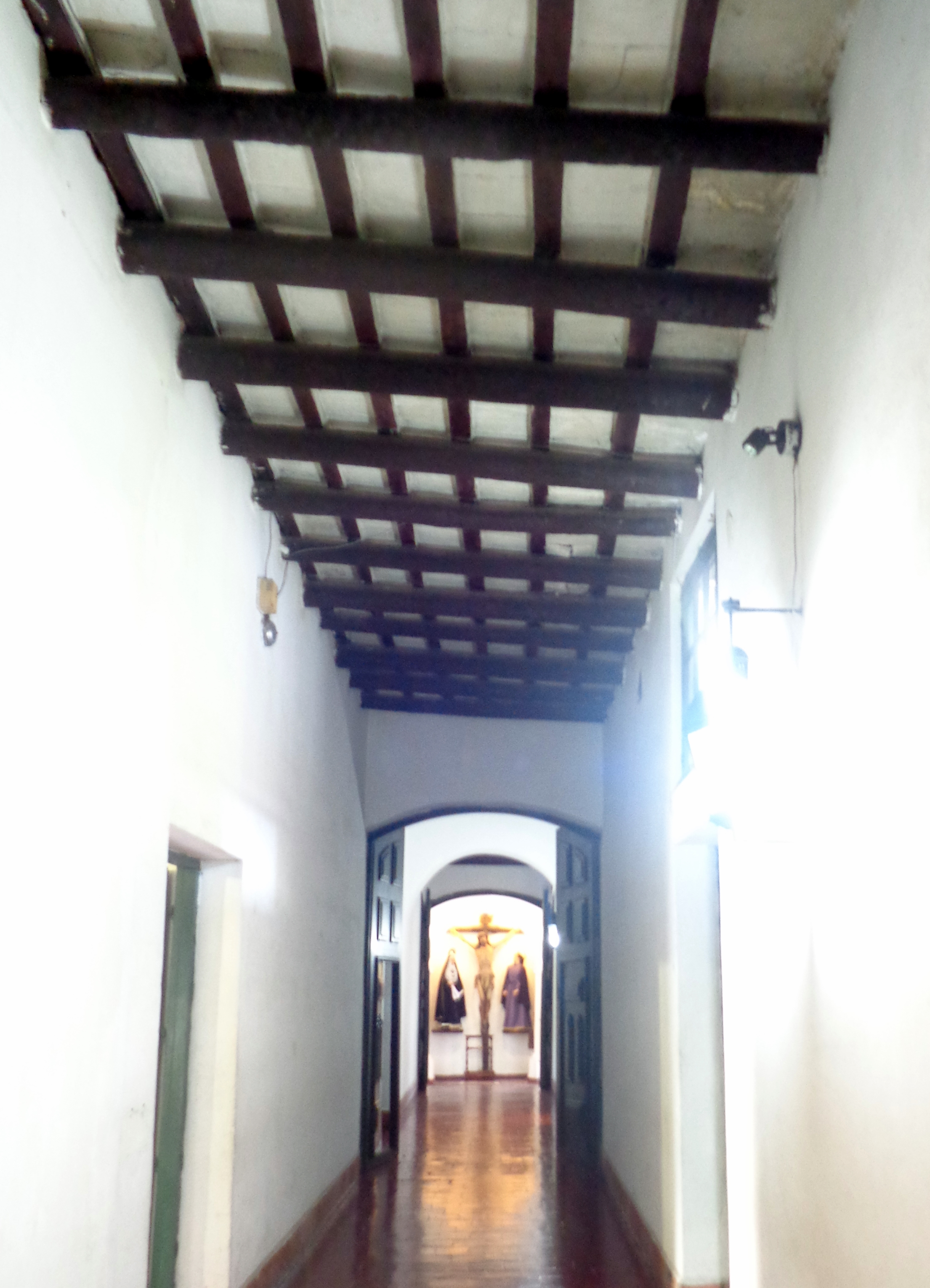
Pasillo.

María Antonia de Paz y Figueroa fue una mujer laica consagrada al servicio de la Compañía de Jesús, que tuvo la iniciativa de mantener viva la obra de los jesuitas luego de que éstos fuesen expulsados de América, por el rey Carlos III, en 1767. Uno de sus objetivos fue continuar con la práctica de los Ejercicios Espirituales creada por San Ignacio de Loyola, fundador de la Compañía de Jesús. Gracias a ella, en 1795, se construyó el edificio que en aquellos tiempos se encontraba fuera del límite urbano de Buenos Aires.
El solar comprendido entre las actuales calles Estados Unidos, Lima, Salta y Avda. Independencia fueron donados a la Iglesia de la Concepción (Parroquia Inmaculada Concepción, Avda. Independencia 910) para este fin, por el matrimonio de Don Antonio Alberti Fulle, natural del municipio de Garrezzi o Guerrechi (noroeste de Italia) y la Porteña Juana Agustina Marín Pérez de Velasco, emparentadas con las familias Pueyrredón y Dogan; padres de Manuel Maximiano Alberti Marín (Vocal de la Primera Junta y la Junta Grande y Director espiritual de la Casa de Ejercicios, luego de su ordenación en 1786).
En la tarea de deslindes del edificio intervinieron los alarifes Juan Bautista Masella, hijo del arquitecto que trabajó en las obras de la Catedral, y Juan Campos. Por hallarse Masella ocupado en otros trabajos lo reemplazó luego Santiago Ávila.
Si bien existen construcciones en la ciudad de Buenos Aires que han sido creadas antes que esta, todas han sufrido modificaciones de importancia, por eso a esta se lo considera como la más antigua de las que no han sufrido modificaciones estructurales de importancia: sus muros, pisos, revestimientos, aberturas, muebles y adornos, permanecen tal como eran desde los tiempos en que allí funcionaba un beaterio –la residencia de las laicas consagradas como María Antonia- y la Casa de Ejercicios Espirituales, donde toda la sociedad colonial se recluía algunos días al año para meditar, ayunar, leer y hasta mortificar su carne.

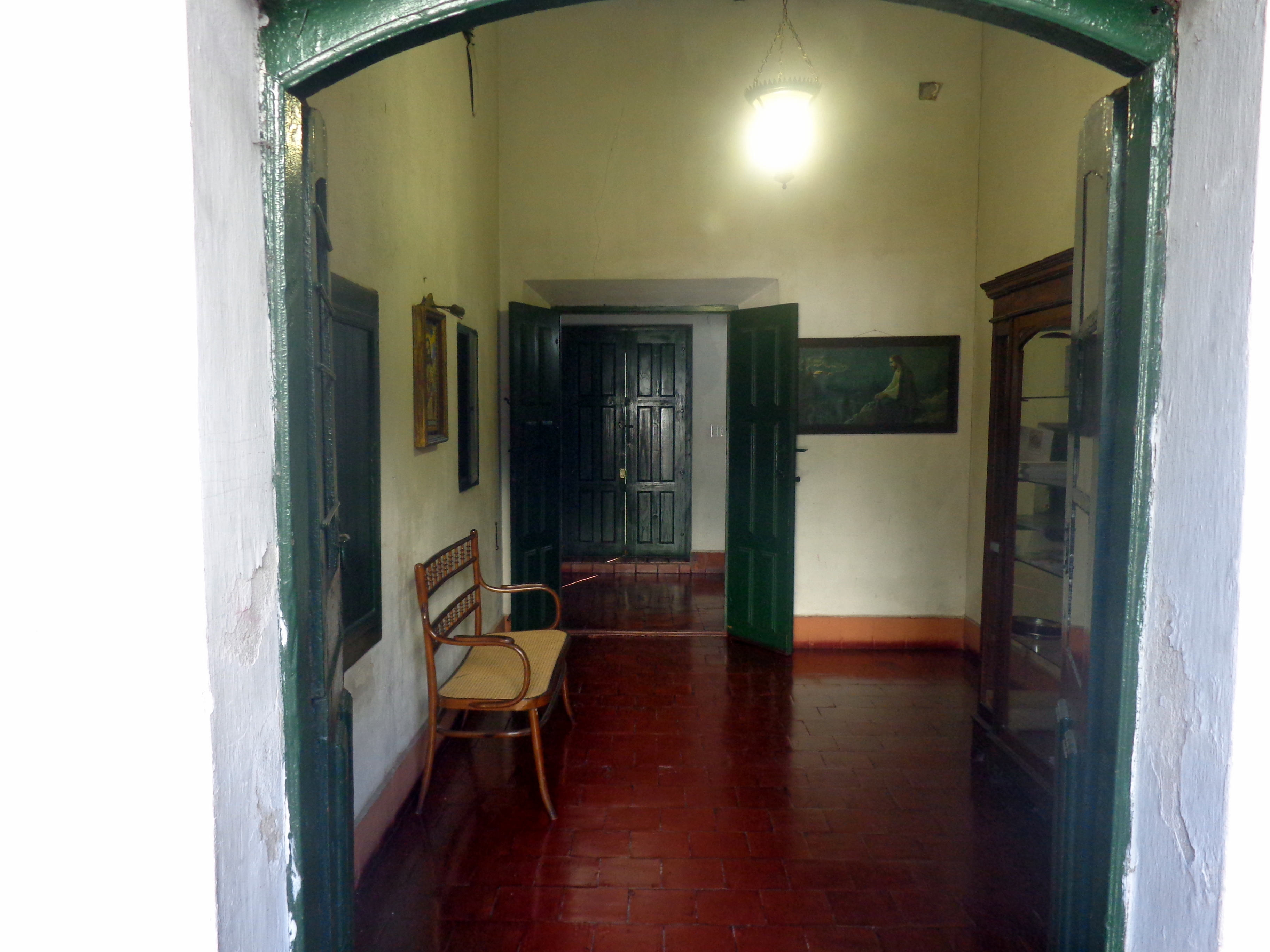
Interior.

Se trata de un edificio de planta colonial clásica, diseñado por Juan Campos, el mismo alarife que trazó los planos del Convento de San Lorenzo, donde José de San Martín planeó su primer combate en suelo americano.
En una de sus paredes, todavía cuelga la cruz de 45 kilos que algunos, a modo de penitencia, cargaban sobre el hombro para dar vueltas a uno de los 8 patios interiores de la Casa. Por esta Casa de Ejercicios Espirituales pasaron casi todos los hombres de Mayo y otros próceres de la historia argentina. Allí estuvo Mariquita Sánchez, castigada por su romance prohibido con el señor Thompson y criada Felipa Larrea de Larrea considerada la última esclava sobreviviente del período colonial.
Camila O'Gorman iba a ser recluida allí (en castigo por su fuga con el sacerdote tucumano Ladislao Gutiérrez), pero fue fusilada antes de su traslado. 
Además, hicieron los ejercicios ignacianos en ese lugar Santiago de Liniers, Cornelio de Saavedra, Manuel Belgrano, Juan José Castelli, Mariano Moreno, Bernardino Rivadavia y, más tarde, Juan Manuel de Rosas y su hija Manuelita, Juan Bautista Alberdi, Bartolomé Mitre y otros más.
Con el tiempo, las beatas se convirtieron en monjas, con el nombre de Sociedad Hijas del Divino Salvador, y siguen al frente del lugar, donde todavía se realizan retiros espirituales. Sus 95 celdas (con dos camas cada una) pueden albergar a casi 200 personas.
Como referencia de la capacidad del solar, quedaron registrados sus 127 residentes en el censo del 17 de octubre de 1855 de la Ciudad de Buenos Aires, bajo la dirección de la Mesa de Estadística. 
En el Gobierno de la Casa se encuentra a la Madre Beata Justa Rufina Dias de 55 años de edad, porteña, junto a 126 personas, 121 mujeres y 5 varones.El empadronador en la planilla censal registra el nivel de alfabetización y lugar de nacimiento confeccionando el siguiente cuadro:
|            | ¿Si sabe leer y escribir? |         |          |          |
|            | Saben                     | Saben   | No saben | No saben |
|            | Varones                   | Mujeres | Varones  | Mujeres  |
| Porteños   | 0                         | 95      | 3        | 21       |
| Argentinos | 0                         | 4       | 0        | 1        |
| Españoles  | 1                         | 0       | 0        | 0        |
| Ingleses   | 0                         | 1       | 0        | 0        |
| Italianos  | 1                         | 0       | 0        | 0        |
|            | 2                         | 100     | 3        | 22       |

El lugar actualmente no está abierto al público (salvo la capilla, los domingos, para la misa) pero cada tanto se realizan visitas guiadas.